# Gideon Rodan
Gideon Alfred Rodan (* 14. Juni 1934 in Bukarest; † 1. Januar 2006 in Bryn Mawr, Pennsylvania) war ein US-amerikanischer Biochemiker und Spezialist für Knochenstoffwechsel.
Rodan studierte an der Hebräischen Universität in Jerusalem und am Weizmann Institut für Wissenschaft in Rehovot, Israel.
Er untersuchte die Verformung von Knochenzellen. Seine bedeutendsten Arbeiten analysieren Osteoporose und Knochenschwund. Dr. Rodan untersuchte die Verbindung zwischen Osteoblasten (Knochenzellen) und Osteoklasten (Calciumzellen), und half, beide Typen zu analysieren und zu beschreiben. Er und sein Team fanden heraus, dass eine Balance zwischen beiden Arten besteht.
In den 1990er Jahren half Rodan, inzwischen Direktor der Abteilung für Knochenbiologie und Osteoporose an den Merck Research Laboratories, einen Kompound, Fosamax, zu formulieren, der Osteoklasten hemmt und Knochenbrüchigkeit vermindert.
In weiteren Arbeiten untersuchte Rodan die Funktion von Steroiden im Knochenmetabolismus und den Weg auf dem Knochenzellen mit Hormonen kommunizieren. Von 1970 bis 1985 lehrte er an der Universität der Schule für Dentalmedizin in Connecticut, wo er die Abteilung für Oralbiologie leitete. Später wechselte er zum Merck, 2003 emeritierte er.
1987 wurde Rodan Präsident der Amerikanischen Gesellschaft für Knochen- und Mineralienforschung. Von 2001 bis 2003 war er Präsident der Internationalen Knochen- und Mineraliengesellschaft. Er war Herausgeber des Buches Principles of Bone Biology (1996).
Rodan starb Neujahr 2006 an Krebs. Er hinterließ seine Ehefrau, ebenfalls Biochemikerin bei Merck, und zwei Kinder.